# John Addington Symonds (poet)

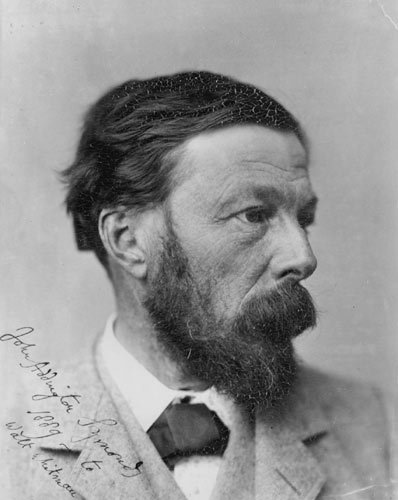
John Addington Symonds.

John Addington Symonds, född den 5 oktober 1840 i Bristol, död den 19 april 1893 i Rom, var en engelsk kritiker och skald. Han var son till läkaren John Addington Symonds.
Symonds vann under studietiden i Oxford flera priser och valdes 1862 till fellow i Magdalen College. På grund av sjuklighet måste han överge England, och från 1877 levde han nästan för beständigt i Davos i Schweiz. Sitt liv där beskrev han i Our life in the Swiss highlands (1891). Symonds var en kritiker med omfattande intressen och beläsenhet, vars huvudarbete är Renaissance in Italy (7 band, 1875–1886). Han uppträdde också som poet och lycklig översättare. Bland hans övriga skrifter märks An introduction to the study of Dante (1872), Studies of the greek poets (2 band, 1873–1876), Sketches in Italy and Greece (1874), The sonnets of Michael Angelo Buonaroti and Tommaso Campanella (engelsk översättning 1878), Shelley (i serien English Men of Letters, 1878), Sketches and studies in Italy (1879), Italian byways (1883), Shakespeare's predecessors in the English drama (1884), Sir Philip Sidney (English Men of Letters, 1886), Ben Jonson (English Worthies, 1886–1888), Autobiography of Benvenuto Cellini (översättning, 2 band, 1887), Walt Whitman (1893) samt diktsamlingarna Many moods (1878), New and old (1880), Animi figura (1882), Wine, woman and song (översättning av medeltidsstudenters latinska sånger; 1884 och 1889) och Vagabunduli libellus (1884).